# Andrés Ignacio Menéndez

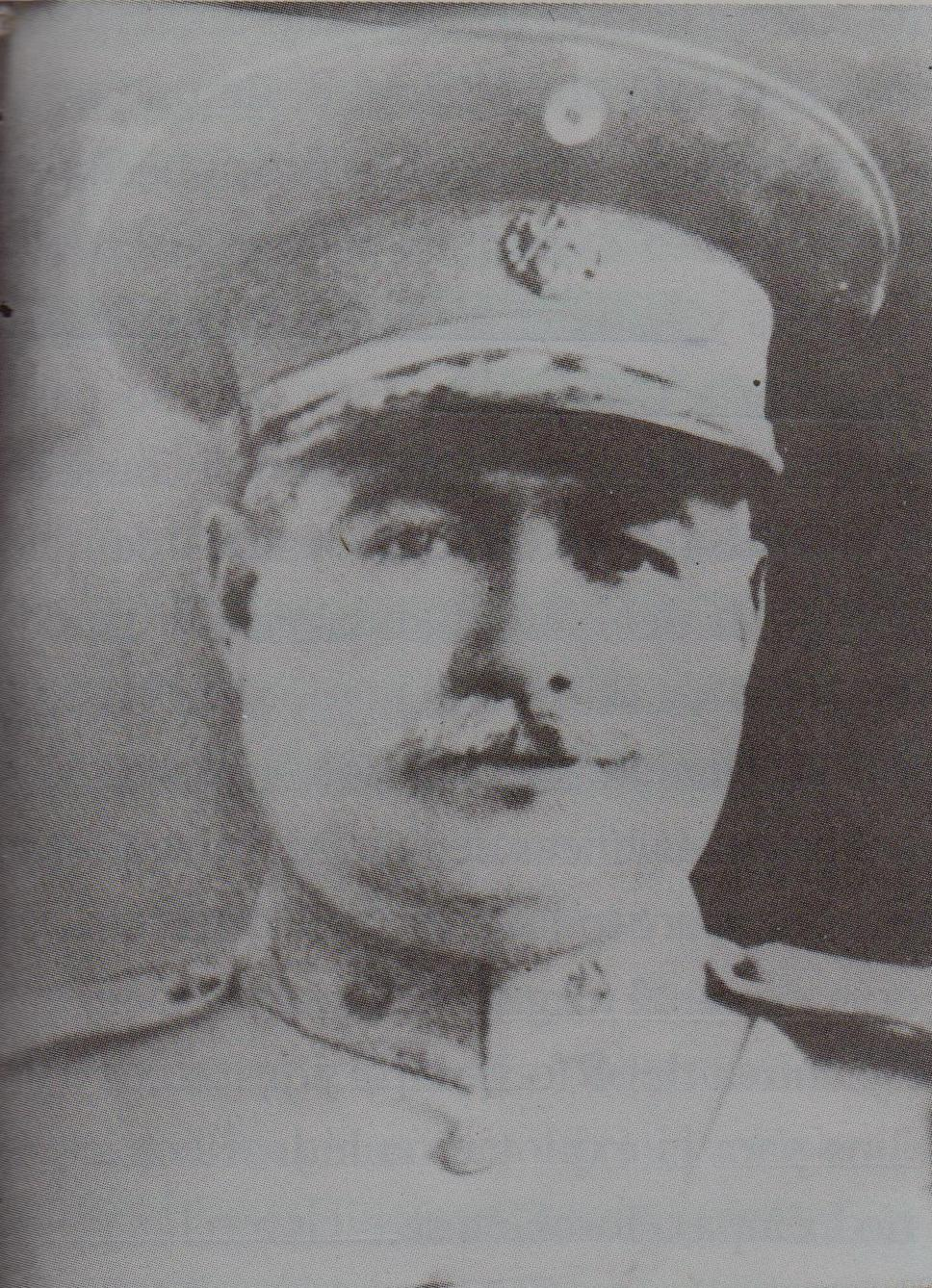
Andrés Ignacio Menéndez

Andrés Ignacio Menéndez (* 1. Februar 1879 in Santa Ana (El Salvador); † 7. Juni 1962) war ein salvadorianischer General (FAES) und Politiker.
Er war zweimal kurzzeitig Präsident von El Salvador – zuerst vom 29. August 1934 bis 1. März 1935, später noch einmal vom 9. Mai bis 20. Oktober 1944 nach der Absetzung von Maximiliano Hernández Martínez.
| Vorgänger                      | Amt                                                    | Nachfolger                     |
| ------------------------------ | ------------------------------------------------------ | ------------------------------ |
| Maximiliano Hernández Martínez | Präsident von El Salvador 29. August 1934–1. März 1935 | Maximiliano Hernández Martínez |
| Maximiliano Hernández Martínez | Präsident von El Salvador 9. Mai 1944–20. Oktober 1944 | Osmin Aguirre Salinas          |

| Personendaten    | Personendaten                           |
| ---------------- | --------------------------------------- |
| NAME             | Menéndez, Andrés Ignacio                |
| ALTERNATIVNAMEN  | Cemento armado                          |
| KURZBESCHREIBUNG | salvadorianischer General und Politiker |
| GEBURTSDATUM     | 1. Februar 1879                         |
| GEBURTSORT       | Santa Ana (El Salvador)                 |
| STERBEDATUM      | 7. Juni 1962                            |